# The Good Natured
The Good Natured (actualmente conocidos como Lovestarrs) es una banda inglesa de synth pop, formada por Sarah McIntosh (nacida en 1991 en Highclere, Hampshire) en voz y teclados y su hermano Hamish McIntosh en bajo. Anteriormente formó parte George Hinton (a quien Sarah conoció en la Universidad) en la batería.

## Carrera

### 2008–2011. Sus comienzos:WarriorsyYour Body Is A Machine
Sarah comenzó tocando el violín cuando niña, pero luego se volcó a la batería y el canto. A sus 14 años tomó contacto con un teclado y comenzó a componer. Un año más tarde se unió a su hermano Hamish para formar una banda. Después de atraer miles de oyentes con su primera canción, Our Very Last, The Good Natured editó su EP debut Warriors el 7 de julio de 2008. Su segundo EP Your Body Is a Machine fue editado independientemente el 13 de septiembre de 2009.

### 2011–2012. Parlophone:Sketelony5-HT
En marzo de 2011, The Good Natured firmó un contrato con Regal Recordings y Parlophone, con el que lanzaron su EP Sketelon el 20 de junio de 2011. El tema que dio nombre a ese EP, Sketelon alcanzó el puesto 68 en el chart alemán singles El 9 de diciembre de 2012, The Good Natured editó el sencillo, 5-HT. También en 2012, The Good Natured y Vince Clarke se unieron para realizar la canción Ghost Train como descarga libre.
El 28 de marzo de 2013, la banda anunció que su álbum debut sería titulado Prism. Aun así, el 25 de julio de 2013, el grupo anunciado vía su cuenta de Facebook que  habían sido despedidos de su grabadora unos cuantos meses más tempranos y que  podrían autoeditar el álbum. También declararon que el show final de la banda sería en el Temple of Boom stage en el Secret Garden Party.

### 2014–presente. Lovestarrs:Get Your Sexy On,Supernova, nuevos EP y álbum debut
El 4 de diciembre de 2013,  anunciaron en su página de Facebook que  regresarán en 2014 "en una nueva forma". En enero de 2014,  anunciaron vía su página de Facebook que  han cambiado su nombre a Lovestarrs.
El 31 de marzo de 2014, Lovestarrs editó su sencillos debut Get Your Sexy On. El sencillo recibió críticas muy positivas, especialmente de The Guardian quién describió la canción como "excelente". En septiembre de 2014 bajo su alias nuevo, Lovestarrs autoeditó su primer EP, Supernova. En apoyo de este,  giraron en Inglaterra y Suecia.
El 12 de octubre de 2015, Lovestarrs empezó una campaña para financiar costes de producción de dos EP y un álbum, 'Andromeda', 'Cassiopeia', y 'Planeta Lovestarr', respectivamente, todo previsto para editar en 2016. Sarah declaró que esto está siendo hecho con objeto de retener propiedad de su música y habilitarles para autorizar y liberación él a través de su etiqueta nueva DEFDISCO para evitar los asuntos que  tuvieron con Parlophone/EMI. La campaña era exitosa con 107% de su objetivo logró.

## Influencias
The Good Natured fue comparada con La Roux, Ladytron, Lily Allen y Kate Nash. Sarah describió a The Good Natured como "pop electrónico oscuro" así como "pop electrónico con corazón", citando bandas como Tears for Fears, Japan, Siouxsie and the Banshees y Vince Clarke (de Depeche Mode, Yazoo y Erasure) como influencias.
Sarah declaró que para Lovestarrs su influencia fue Katy Perry, Maroon 5 y Gwen Stefani.

## Discografía

### Álbumes
- Prism (as The Good Natured) (unreleased)
- Planet Lovestarr (Summer 2016)

### EP
- Warriors (2008)
- Your Body Is a Machine (2009)
- Skeleton (2011)
- Supernova (2014)
- Andrómeda (Spring 2016)
- Cassiopeia (Summer 2016)

### Sencillos
- Be My Animal (2010)
- Skeleton (2011)
- Video Voyeur (2011)
- Christmas Wrapping (with Colette Carr) (2012)[24]
- 5-HT (2013)[25]
- Lovers (2013)
- Get Your Sexy On (2014)
- Stupid Cupid (2014)
- Ex Lover (2014)